# Litisconsorzio
Il litisconsorzio è un istituto del diritto processuale italiano quando in un processo civile vi sono più attori (attivo) o più convenuti (passivo) o più attori e più convenuti (misto).
Può essere inoltre originario se il processo inizia già con una pluralità di parti o successivo quando in pendenza del processo si verifica l'intervento di più soggetti per intervento o per unione di cause. Può essere inoltre litisconsorzio facoltativo o necessario.

## Il litisconsorzio necessario
Il litisconsorzio necessario costituisce la partecipazione necessaria nel processo civile di una pluralità di soggetti; esso è disciplinato dell'art.102 del codice di procedura civile. Ex art. 102 "Se la decisione non può pronunciarsi che in confronto di più parti, queste debbono agire o essere convenute nello stesso processo. Se questo è promosso da alcune o contro alcune soltanto di esse, il giudice ordina l'integrazione del contraddittorio in un termine perentorio da lui stabilito".
Avere più parti nel processo significa sottostare al principio della legittimazione ad agire, sia per i soggetti (legittimati dall'avere in comune gli stessi rapporti sostanziali), sia per il giudice che per evitare un contraddittorio cd. "non integro" assegna un termine perentorio per integrarlo a pena di estinzione. L'art. 102 dà tuttavia la descrizione del fenomeno, ma non indica le ipotesi in cui esso si verifica, non delinea le situazioni inscindibili. 
Ci si rifà però ad alcune ipotesi tipiche di litisconsorzio necessario ex lege:
- La prima ipotesi è data dall'art. 784 codice procedura civile, che riguarda lo scioglimento delle comunioni. La rubrica stessa della norma parla di litisconsorzio necessario. Sul piano sostanziale la comunione è costituita dalla pienezza del diritto di ciascun contitolare su tutto il bene. Tale diritto viene tuttavia limitato dal diritto di altri: tutti i diritti dei contitolari sono quindi in equilibrio. Perché un soggetto possa avere una parte del bene tutta per sé, è necessario che gli altri ritirino il proprio diritto dalla parte di bene assegnata al soggetto in questione. Come dal punto di vista sostanziale il contratto di divisione incide su tutti i contitolari del rapporto di comunione, così la sentenza, sotto il profilo processuale, riguarderà tutte le parti del rapporto. Oltre all'unitarietà della situazione sostanziale sarà necessario fare inoltre riferimento alla tutela richiesta.

- L'altra ipotesi di litisconsorzio ex lege è data dall'art. 247 cod.civ., che riguarda il disconoscimento di paternità. Prima del d.lgs. 154/2013 (in attuazione della delega contenuta all'articolo 2 della legge 10 dicembre 2012, n. 219), infatti, nonostante fosse il padre a domandarle il disconoscimento della paternità, la sentenza di accoglimento trasformava il rapporto di filiazione con la madre da legittimo a naturale. Ora la distinzione tra figli legittimi e naturali è stata del tutto eliminata. Il litisconsorzio necessario dell'art. 247 c.c. rimane.

Vi è poi una serie di casi di litisconsorzio necessario sul piano processuale nell'ipotesi di legittimazione straordinaria ad agire. In questo caso un soggetto agisce pur non essendo il titolare del diritto dedotto in giudizio; il legittimato ordinario dovrà venire citato in qualità di litisconsorte necessario. L'ipotesi più importante è contemplata dall'azione surrogatoria prevista dall'art. 2900 del codice civile, per cui un creditore si sostituisce al debitore inerte al fine di far valere una pretesa che quest'ultimo avrebbe dovuto esercitare contro i terzi. Per questo tipo di azione sono necessari tre elementi:
1. L'esistenza del credito
2. L'inerzia del debitore
3. L'eventus damni ovvero la concreta situazione di pericolo.

Tuttavia le ipotesi di litisconsorzio necessario sono le seguenti:
- - Art. 419 c.p.c.: "Intervento volontario"
  - Art. 420 c.p.c.: "Udienza di discussione della causa" (ai commi 9 e 10);
  - Art. 67 c.c.: "Dichiarazione di esistenza o accertamento della morte" (per quanto riguarda la morte presunta)
  - Art. 180 c.c.: "Amministrazione dei beni della comunione" (le azioni sono esercitate congiuntamente, come nel caso di "scioglimento della comunione" ex art. 784 c.p.c.);
  - Art. 247 c.c.: "Legittimazione passiva" (riguardo alla legittimazione del figlio: il presunto padre, la madre e il figlio agiscono mediante litisconsorzio necessario nel giudizio di disconoscimento);
  - Art. 248 c.c.: "Legittimazione all'azione di contestazione della legittimità" (nei giudizi di disconoscimento i genitori sono chiamati congiuntamente, come stabilisce il comma 4);
  - Art. 249 c.c.: "Reclamo della legittimità";
  - Art. 1010 c.c.: "Passività sull'eredità in usufrutto" (l'espropriazione forzata opera su entrambi gli usufruttuari secondo il comma 4 secondo periodo; per estensione si potrebbe desumere che in caso di più usufruttuari di qualsiasi altro bene diverso dall'eredità si applichi sempre il litisconsorzio necessario, ma ciò dipende dalle singole circostanze e dai determinati crediti privilegiati, nonché dalle prelazioni presenti: non si tratterebbe di litisconsorzio necessario ma di cause accessorie ex. art. 31 c.p.c. poiché potrebbero essere incluse ma non secondo il principio tassativo dell'art. 102 c.pc. che prevede la pronuncia del giudice "necessariamente" nei confronti di più parti, ovvero si tratterebbe di litisconsorzio "facoltativo" ex. art. 103 c.p.c);
  - Art. 2733 c.c.: "Confessione giudiziale" (nel caso di litisconsorzio necessario la confessione resa "dalle parti", quindi necessariamente congiuntamente, è lasciata al libero apprezzamento del Giudice); (N.B.: questo istituto rappresenta anche uno dei mezzi di prova in sede di "Processo di Cognizione", insieme alla "Testimonianza" che dopo la riforma può essere anche scritta)
  - Art. 2738 c.c.: " Efficacia" (riguardo al Giuramento, vale lo stesso principio dell'art. 2733 c.c.)
  - Art. 2900 c.c.: "Azione Surrogatoria"
  - Art. 2901 c.c.: "Azione Revocatoria"

Gli ultimi due articoli, il 2900 e il 2901 trovano applicazione per la presenza di una persona che è "terza" rispetto al campo operativo del contratto dove viene, o v'è il rischio che sia, leso un diritto di credito.
Il litisconsorzio necessario è l'ipotesi della pluralità di parti nel processo, senza cumulo, ossia senza pluralità di domande. Esso è generato da:
- ragioni di ordine sostanziale: è il diritto sostanziale che direttamente prevede la necessaria pluralità di parti (es. revocatoria 2900 c.c.);
- ragioni di ordine processuale: è la legge processuale che prevede la necessaria partecipazione di più soggetti (es. scioglimento della comunione 784 c.p.c.); per alcuni vi rientrano anche tutte le ipotesi di partecipazione del P.m. al processo civile (art.70 c.p.c.) che intervenendo acquista la qualità di "parte";
- ragioni di legittimazione straordinaria (es: az. surrogatoria, azione diretta dei dipendenti dell'appaltatore verso il committente per le retribuzioni loro dovutegli, fino alla concorrenza delle somme dovute dal committente all'appaltatore)
- rapporto di base plurisoggettivo, laddove in giudizio si proponga domanda di sentenza costitutiva (es. contratto intercorso fra una pluralità di soggetti ed in giudizio venga richiesto l'annullamento del contratto stesso)
- ragioni di opportunità o propter opportunitatem (es: danneggiante - assicuratore - danneggiato)
in tale ultimo caso è il legislatore che stabilisce l'opportunità
Dottrina e Giurisprudenza vedono la necessità del litisconsorzio per evitare la cosiddetta "inutiliter data" ossia la sentenza pronunciata inutilmente poiché incapace di produrre i suoi effetti sia nei confronti dei litisconsorti pretermessi, sia di quelli presenti.

## Il Litisconsorzio facoltativo
Più soggetti possono partecipare allo stesso processo per ragioni di opportunità al fine di non avere decisioni contrastanti per cause connesse. L'art. 103 c.p.c. recita:
"Più parti possono agire o essere convenute nello stesso processo, quando, tra le cause che si propongono, esiste un connessione per l'oggetto o per il titolo dal quale dipendono, oppure quando la decisione dipende, totalmente o parzialmente, dalla risoluzione di identiche questioni.
Il giudice può disporre, nel caso della istruzione o nella decisione, la separazione delle cause, se vi è istanza di tutte le parti, ovvero quando la continuazione della loro riunione ritarderebbe o renderebbe più gravoso il processo, e può rimettere al giudice inferiore le cause di sua competenza."
Ciò premesso, avendo natura di "Azione" facoltativa, le domande proposte in giudizio non sono obbligatorie ma proponibili se vi è interesse ad agire. Il litisconsorzio facoltativo si dice:
-proprio quando esiste connessione per oggetto e titolo
-improprio quando più cause hanno in comune una qualche questione comunque importante per la soluzione della controversia. 
Il litisconsorzio facoltativo è il tipico litisconsorzio con pluralità di parti e pluralità di domande (quindi con cumulo). Il cumulo può essere necessario o facoltativo:
- necessario
quando il risultato a cui tendono le cause è unico, inscindibile, unitario o infrazionabile, sicché l'ordinamento ne soffrirebbe troppo se le cause venissero decise in diversi processi.
-facoltativo
quando il risultato a cui tendono le cause non è unico, inscindibile, unitario o infrazionabile ed il giudice può sempre indicare la separazione delle cause.

## Litisconsorzio nella fase di gravame
Negli eventuali altri gradi di giudizio dovranno essere citate in giudizio tutti i soggetti processuali presenti nei gradi precedenti. Qualora ciò non avvenga, vi saranno due possibili effetti processuali, a seconda che le cause siano inscindibili o scindibili.
- Qualora le cause siano inscindibili o dipendenti, il giudice ordina l'integrazione del contraddittorio, entro un termine perentorio. Qualora nessuno delle parti provveda a ciò, l'impugnazione è dichiarata inammissibile (art. 331 c.p.c.) e l'eventuale sentenza finale si darà per inutiliter data, ossia viziata da nullità radicale simile a quella ex art. 161.2 c.p.c.

- Qualora le cause siano scindibili il giudice ordina, a differenza dell'ipotesi precedente, non l'integrazione del contraddittorio, ma la sola notifica dell'impugnazione con funzione di mera litis denuntiatio, fissando un termine per la stessa. Qualora ciò non avvenga, vi sarà la sospensione del processo fino a che non siano decorsi i termini di cui agli artt. 325 e 327 c.p.c. (art. 332 c.p.c.).

### Ratio del litisconsorzio nella fase del gravame
La volontà da parte del legislatore di unificare il gravame in un unico procedimento, in cui comparissero tutti i soggetti processuali dei gradi precedenti, è volta ad evitare una pluralità di pronunce contraddittorie sul medesimo fatto.
Tale scelta legislativa è stata importata nell'ordinamento italiano, dalla Francia. Nel codice dell'epoca rivoluzionaria francese e dalla codificazione successiva si andò sempre più affermando il principio della personalità dell'appello: il giudizio di impugnazione e la sentenza pronunciata devono produrre effetti giuridici unicamente verso i proponenti e i destinatari dell'impugnazione.

## Riferimenti normativi
- Codice di Procedura Civile

## Biografia
- Cristiano Mandrioli, Diritto Processuale Civile, Torino, Giappichelli Editore. ISBN 8834801016.